# Fotangel
En fotangel är ett hinder och ett tidigt exempel på antipersonella vapen avsett att strös ut på mark eller vägar för att hindra människor, hästar eller fordon från att ta sig förbi. Fotanglar har fyra spetsar, var och en vanligen 5–6 cm lång. En fotangel är formad så att oavsett hur de är placerade på en plan yta kommer en av spetsarna alltid att vara riktad uppåt.
I slaget vid Bannockburn 1314 användes fotanglar av kung Robert och klanen Drummond mot det engelska kavalleriet, något som i hög grad bidrog till slagets utgång.
En japansk motsvarighet är makibishi.

## Sverige
Fotanglar för den svenska armén tillverkades bland annat vid Jäders bruk år 1705.

## Bilder

Fotanglar
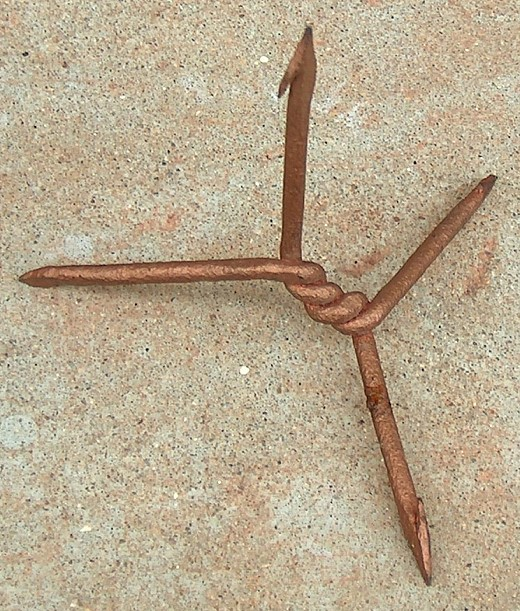
En fotangel från Vietnam. Denna modell används främst av militära grupperingar.
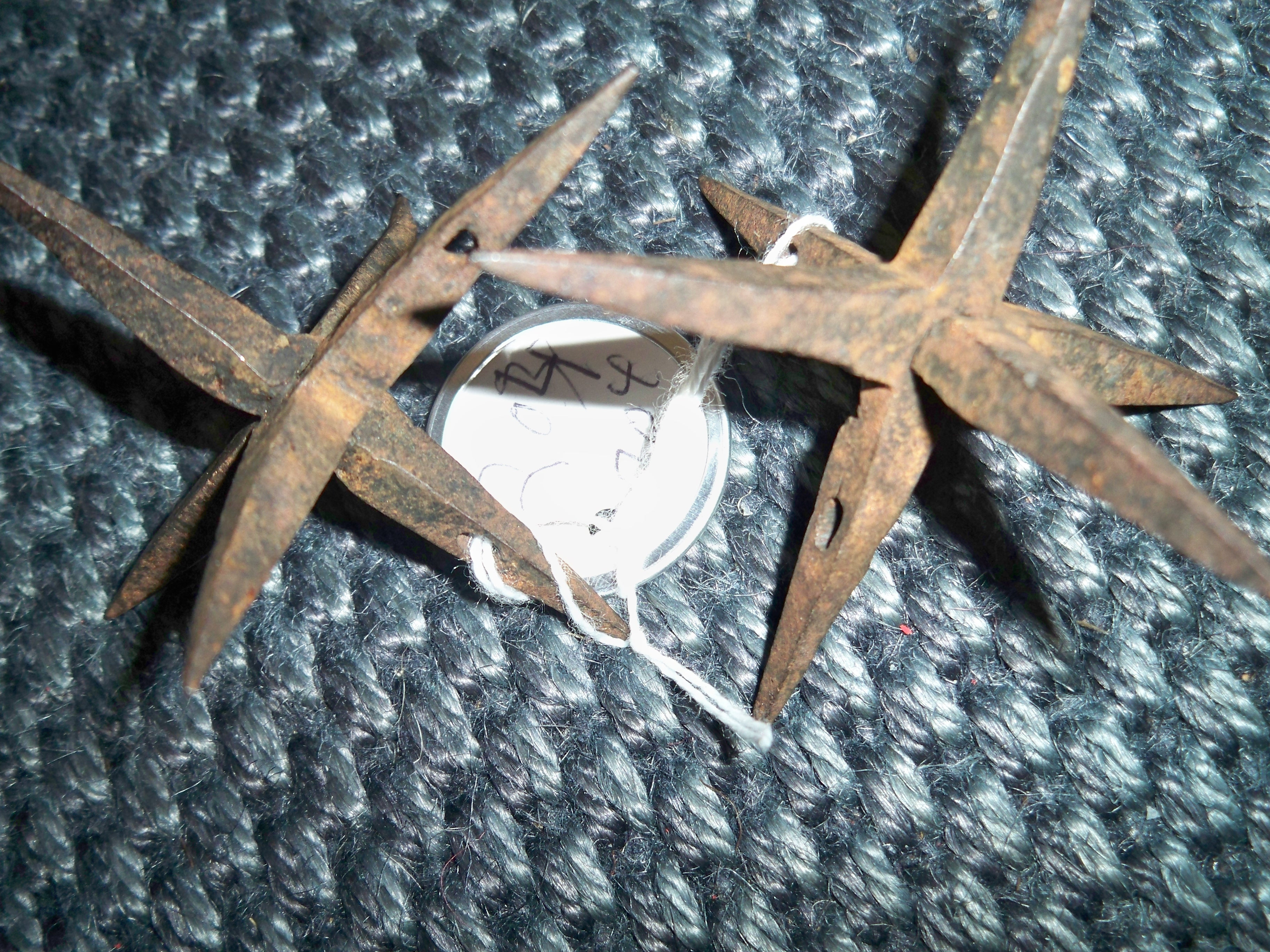
Japansk "makibishi".
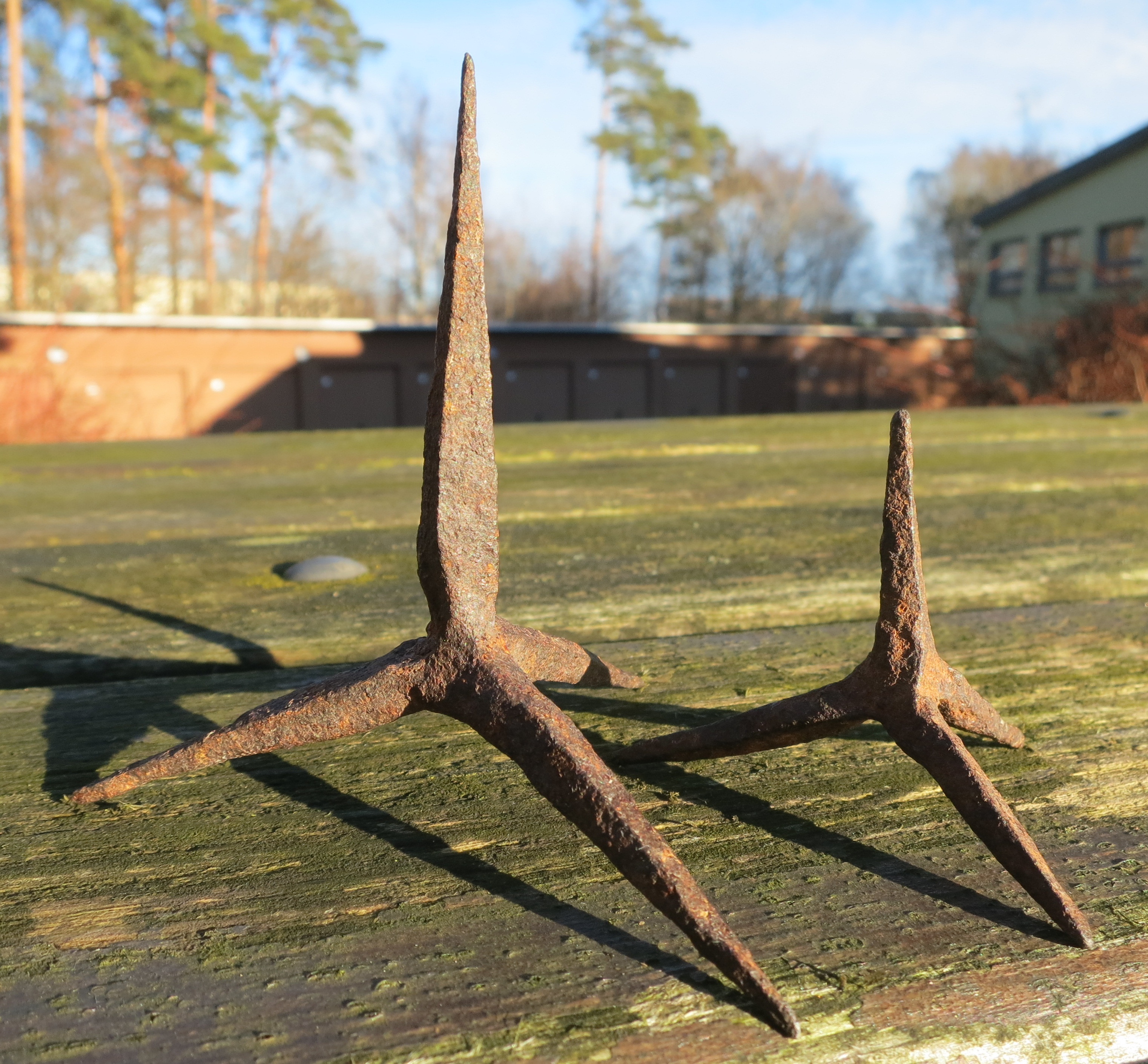
Fotanglar i järn, skandinavisk modell, gissningsvis 1700-tal.